# Wojciech Krotoski
Wojciech Antoni Al Krotoski (ur. 20 czerwca 1937 r. w Rydze, zm. 1 stycznia 2016 r.) – polski lekarz, specjalista medycyny tropikalnej i badacz malarii.

## Życiorys
Urodzony 20 czerwca 1937 r. w Rydze jako najmłodszy z trójki rodzeństwa. Jego ojciec Ludwik był dyplomatą i w chwili urodzenia syna wraz z rodziną mieszkał na Łotwie, gdzie był charge d'affaires. Latem 1939 r. Krotoski wraz z rodziną przebywał w Polsce, oczekując na nową nominację ojca. Po agresji niemieckiej rodzina zdołała wyjechać z kraju, a jego ojciec podjął pracę w dyplomacji rządu emigracyjnego. Po II wojnie światowej wraz z rodziną pozostał na emigracji, w 1949 r. uzyskał obywatelstwo brytyjskie, a zaraz potem wyemigrował z rodziną do Stanów Zjednoczonych, gdzie w 1955 r. otrzymał obywatelstwo.
Krotoski uczęszczał do jezuickiej szkoły średniej w Los Angeles, gdzie zaczął być nazywany Alem. Od 1952 r. studiował na Uniwersytecie Kalifornijskim w Los Angeles i w 1960 r. uzyskał licencjat z bakteriologii, po którym podjął studia medyczne na tej samej uczelni. Po uzyskaniu w 1968 roku stopnia doktora mikrobiologii i immunologii oraz lekarza medycyny podjął staż w Gargas Hospital w Panamie, gdzie rozwijał zainteresowania chorobami tropikalnymi. Po powrocie do USA pracował w Narodowych Instytutach Zdrowia w Chamblee w Georgii, gdzie rozpoczął badania nad malarią. Od 1972 r. odbywał staż z medycyny tropikalnej w Azji Południowo-Wschodniej, Indiach i Afryce, a po ukończeniu rezydentury uzyskał w Szkole Zdrowia Publicznego Uniwersytetu Kalifornijskiego w Berkeley stopień magistra epidemiologii. W 1975 r. dostał pracę w szpitalu w Nowym Orleanie, gdzie tworzył ośrodek zajmujący się medycyną tropikalną. Podróżował jako konsultant Brookhaven National Laboratory's m.in. na Wyspy Marshalla (trzykrotnie) i atol Bikini.
Od 1980 r. wraz z ówczesną żoną i zespołem prof. Percy′ego Cyrila Claude′a Garnhama z Imperial College w Londynie prowadził badania na przyczynami nawrotów malarii, ustalając, że odpowiadają za nie hypnozoity. Za te badania był w 1989 r. nominowany do Nagrody Nobla w dziedzinie fizjologii lub medycyny. Po likwidacji sieci szpitali, w której pracował, w 1981 r. został przeniesiony do Narodowego Centrum Badań nad Trądem w Carwille, gdzie w 1995 r. został dyrektorem ds. medycznych. Jako emeryt był konsultantem ds. chorób tropikalnych w Nowym Orleanie i Baton Rouge. Autor 55 prac naukowych, wieloletni członek amerykańskiego i brytyjskiego Towarzystw Medycyny Tropikalnej i Higieny.
Żonaty najpierw z Danutą z d. Gwoździowską, następnie z Judith. Jego córką była dr Aleksandra Krotoski.
Zmarł 1 stycznia 2016 roku.